# パット・セイジャック
パット・セイジャック（Pat Sajak 、1946年10月26日 - ）は、アメリカ合衆国イリノイ州シカゴ出身のテレビ番組の司会者。

## 人物
セイジャックはWLS radio の『ディック・ビオンディ・ショー』のゲスト出演をかけたティーンDJコンテストで優勝した。コロンビア・カレッジ・シカゴ在学中、放送学講師アル・パーカーは彼にローカル・ラジオ局WEDC が記者を探していることを伝えた。セイジャックはこれに応募して採用され、午前0時から朝6時までの番組を任された。1968年、セイジャックはアメリカ陸軍に入隊し、ベトナムで米軍関係者向けラジオ局AFNのDJを務めた。1969年のクリスマス、『An Officer and a Movie 』でのリチャード・ニクソン大統領の米軍向け放送でセイジャックは誤って途中で切ってしまった。彼はこの誤りに気付いたが、放送再開しないことを決心した。1970年代初頭からケンタッキー州マレーのラジオ局に1年間勤務した。同時期の1970年代初頭、セイジャックはテネシー州ナッシュビルの5万ワットのAMラジオ局WSMでDJを始めた。この頃WSMは昼間にポップ・ミュージックを放送しており、彼は午後3時から5時の番組でパーソナリティを務めた。WSMの姉妹局のテレビ局WSM-TV(現WSMV )でセイジャックは当初局名を語るナレーター、およびNBCの『トゥデイ』放送中の5分間のローカル・ニュースのアンカーを務め、その後、週末および代行の気象予報士を務め、ここでダン・ミラーと知り合った。1977年、ロサンゼルスのテレビ局KNBC が気象予報士を探しており、セイジャックのいるナッシュビルを訪れた。セイジャックはKNBCの常勤気象予報士の職を得た。
1981年からホイール・オブ・フォーチュンの司会として出演している。
1989年1月9日から1990年4月13日、CBSの深夜のトーク番組『The Pat Sajak Show 』の司会を務めた。長年の親友で、ナッシュビルのテレビ局WSM-TVでアンカーを務めていたダン・ミラーが助手として参加した。
1985年よりエミー賞のゲーム番組ホスト部門に11回ノミネートし、1993年および1997年に受賞している。
セイジャックは2002年以来、ヒルズデール大学の理事会に所属し、2019年からは理事会を率いている。サジャクのビデオ施設は、同大学で2024～25年度にオープンした。